# Полковникова
Полковникова — заимка в Зиминском районе Иркутской области России. Входит в состав Услонского муниципального образования.

## География
Находится примерно в 8 км к югу от районного центра.

## История
Согласно легенде, название заимки произошло от полковника Рубцова, державшего мельницу рядом с заимкой, по левую сторону реки.
В советское время Полковникова входило в колхоз «Коммунар».
Коренного населения почти не осталось, большая часть домов используются горожанами под дачи. Жители Полковниково пользуются предприятиями и учреждениями социальной сферы расположенного поблизости села Самара.

## Население
| 2002 | 2010 | 2011 | 2012 |
| ---- | ---- | ---- | ---- |
| 2    | ↗7   | →7   | ↗10  |

Гендерный состав
По данным Всероссийской переписи, в 2010 году на заимке проживало 7 человек (4 мужчины и 3 женщины).